# Rifabutin
Rifabutin (Rfb) là một kháng sinh được sử dụng để điều trị bệnh lao cũng như phòng ngừa và điều trị phức khuẩn Mycobacterium avium. Chúng thường chỉ được kê cho những người không thể sử dụng được kháng sinh rifampin như người nhiễm HIV/AIDS đang dùng thuốc kháng retrovirus. Đối với bệnh lao hoạt động, rifabutin được sử dụng kết hợp với các loại thuốc kháng khuẩn khác. Đối với bệnh lao tiềm ẩn, chúng có thể được dùng một mình để đối phó với các vi khuẩn lao kháng thuốc.
Các tác dụng phụ thường gặp của thuốc bao gồm đau bụng, buồn nôn, phát ban, đau đầu và mức bạch cầu trung tính trong máu thấp. Các tác dụng phụ khác có thể kể đến như đau cơ và viêm màng bồ đào. Mặc dù chưa tìm thấy tác hại nào nếu sử dụng trong giai đoạn mang thai nhưng điều này vẫn chưa được nghiên cứu kỹ. Rifabutin thuộc họ thuốc rifamycin. Cơ chế hoạt động của kháng sinh này đến này vẫn chưa rõ ràng.
Rifabutin được tìm ra vào năm 1975 và được chấp thuận cho sử dụng y tế tại Hoa Kỳ vào năm 1992. Nó nằm trong danh sách các thuốc thiết yếu của Tổ chức Y tế Thế giới, tức là nhóm các loại thuốc hiệu quả và an toàn nhất cần thiết trong một hệ thống y tế. Chi phí bán buôn ở các nước đang phát triển là khoảng 30 USD một tháng. Tại Hoa Kỳ, một tháng điều trị có giá hơn 200 USD.